# Белых, Александр Сергеевич
Александр Сергеевич Белых — советский хозяйственный и политический деятель.

## Биография
Родился в 1927 году в Ельце. Член КПСС.
Окончил Всесоюзный заочный техникум железнодорожного транспорта, Ленинградскую ВПШ.
В 1943—1948 гг. — токарь электротехнических мастерских станции Елец, в 1948—1957 гг. — токарь вагонного депо Елец.
В 1957—1959 гг. — секретарь парткома вагонного депо Елец.
В 1963—1965 гг. — заведующий промышленно-транспортным отделом, в 1965—1967 гг. — второй секретарь, в 1967—1978 гг. — первый секретарь Елецкого горкома КПСС.
Делегат XXIV и XXV съездов КПСС.
Умер в 1978 году в Ельце.

## Награды
- Орден Трудового Красного Знамени (1971, 1976)
- Орден Знак Почёта (1966)